# Хендиджан
Хендиджа́н (перс. هنديجان‎) — город на юго-западе Ирана, в остане Хузестан. Административный центр шахрестана Хендиджан.
На 2006 год население составляло 25 100 человек.
| 1986   | 1991   | 1996   | 2006   | 2011   |
| ------ | ------ | ------ | ------ | ------ |
| 18 820 | 22 850 | 22 925 | 25 100 | 25 940 |

Альтернативные названия: Хендиян (Hendeyan), Хиндиан (Hindian), Хендиджан Кучек (Hendījān Kūchek).

## География
Город находится на юго-востоке Хузестана, в юго-восточной части Хузестанской равнины, в 15 километрах от побережья Персидского залива.
Хендиджан расположен на расстоянии 145 километров к юго-востоку от Ахваза, административного центра остана и на расстоянии 610 километров к юго-западу от Тегерана, столицы страны.
Через город протекает река Зохре, делящая его на две части: северную и южную, связанные между собой несколькими мостами.

## Экономика
В окрестностях города находится крупное одноимённое месторождение нефти.